# アポロドーロス
アポロドーロス（古希: Ἀπολλόδωρος, Apollodōros）は、古代ローマ時代のギリシアの著作家。長音を省略してアポロドロスとも表記される。『ビブリオテーケー』（『ギリシア神話』）の編纂者として知られる。1世紀から2世紀頃の人物と推定されている。

## 概要
紀元前2世紀後半ごろのアテーナイに、アポロドーロスという文法家がいたことが知られており、著作『神々について』、『年代記』の断片が現存している。かつてこのアポロドーロスと、『ビブリオテーケー』の編者は同一人物と見なされていたが、後年の研究によって別人説が有力となっている。このため『ビブリオテーケー』の編者は「偽アポロドーロス」「伝アポロドロス」等とも呼ばれる。
『ビブリオテーケー』の編者については、9世紀にポティオスが言及しているのが初出で、その後ツェツェース（Tzetzes, およそ1110年 - 1180年）が引用しているが、それ以前の記録は無い。伝承の諸写本ではこのアポロドーロスを「アテーナイ人にして文法家」、ポティオスも「文法家」と呼んでおり、古代後期の頃からこの両者は同一視されていたと見られる。
19世紀に入り、ローベルト（C.Robert）の研究（1873年）によって別人説が打ち出された。すなわち、アテーナイ人の文法家の著書の断片と『ビブリオテーケー』の比較から、文法家の合理主義的神話解釈と『ビブリオテーケー』の古代文学より伝承された神話の無批判的な編纂方針との間に大きな乖離があることである。また、『ビブリオテーケー』ではカストール（Kastor）が引用されているが、異説はあるにせよ、ストラボンや『スーイダース』の伝えるところによれば、カストールは紀元前1世紀の歴史家であることから、『ビブリオテーケー』の編者としてのアポロドーロスは、最も早くとも紀元前1世紀より遡ることはないとの見解が有力である。とはいえ、年代を紀元前1世紀以後のいつごろに帰すべきかについては諸説の一致を見ておらず、「1世紀から2世紀ごろ」についても推定の域を出ていない。